# Phare d'Aniva

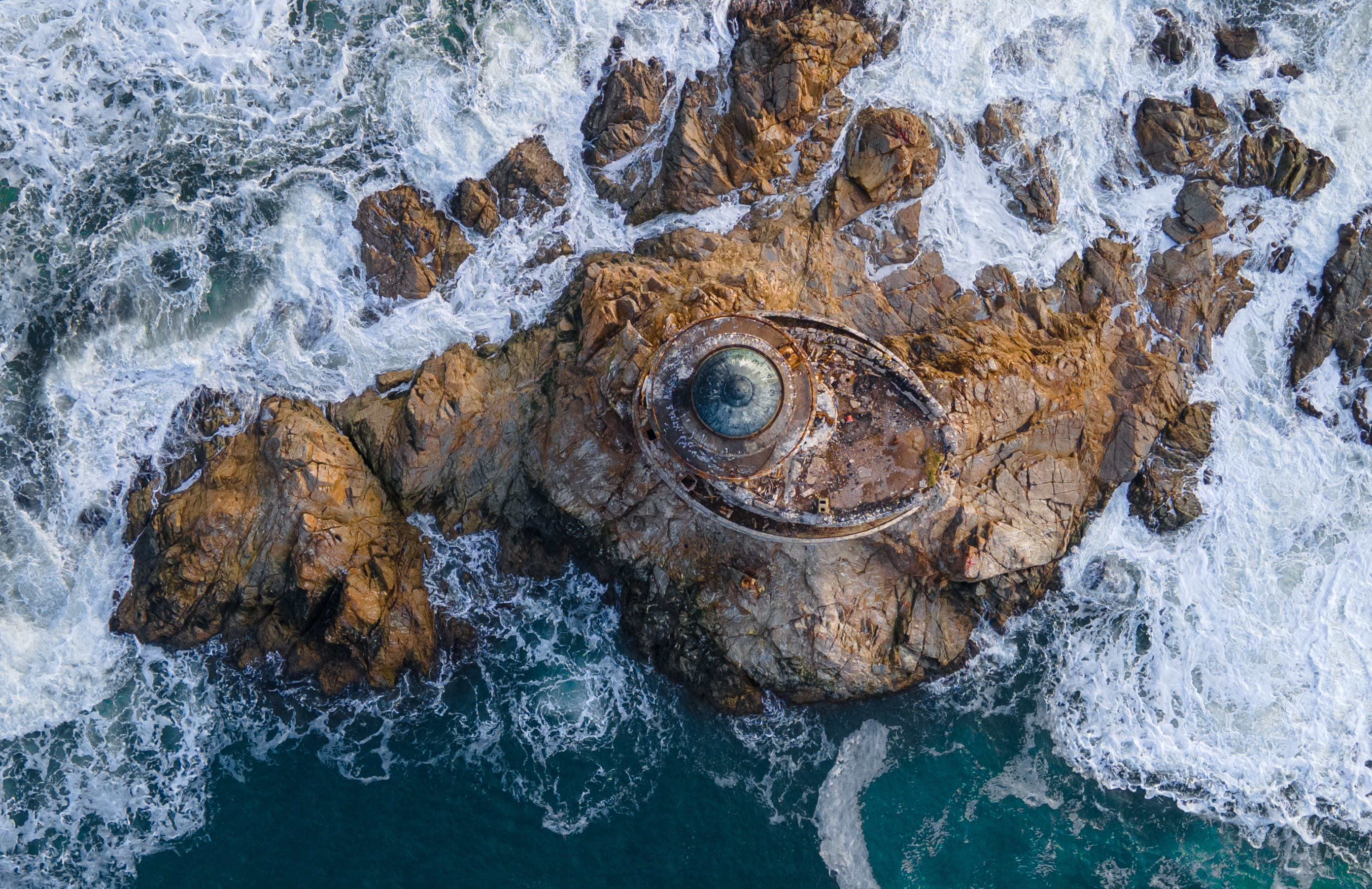
Le phare d'Aniva. Novembre 2022.

Le phare d'Aniva (маяк Анива en russe) est situé sur le cap homonyme au sud-est de l'île russe de Sakhaline, dans l'océan Pacifique nord. Il est situé sur un rocher inaccessible à la fin de l'étroit promontoire rocheux d'Aniva, sur le côté nord de l'entrée est du détroit de La Pérouse.

## Description
C'est une tour en béton, de base circulaire, surmontée d'une « lanterne » qui est le bâtiment qui abrite le signal lumineux, entouré d'un balcon de service (« galerie »). La tour est peinte en bandes horizontales blanches et noires. Le bâtiment comprend sept étages qui abritaient le personnel avant l'automatisation du phare. Situé dans une zone de nature sauvage, avec des hivers longs et loin de sources d'énergie, le phare a été entièrement automatisé et tire son énergie pour alimenter la lampe et le signal radio de piles atomiques. Maintenant désaffecté, il est en mesure de fonctionner de façon autonome pendant de nombreux mois sans aucune présence humaine.

## Histoire
Le phare est construit de 1937 à 1939 par l'ingénieur Shinobu Miura et mis en activité en 1939. Il porte initialement le nom de Nakashiretoko. La Russie en prend la charge au moment de son automatisation en 1996. Un générateur nucléaire à radio-isotope est alors installé. En 2006, le phare est abandonné et désactivé. Il tombe depuis en ruine. 